# Lloreret
El lloreret o llorer petit (Daphne laureola) és una planta de la família timeleàcia (Thymelaeaceae).
És un petit arbust que fa de 40 cm a 1 m d'alçària, amb tiges erectes, dretes i flexibles. Les fulles, de 3 a 12 cm, són persistents, oblongues i glabres (sense pilositat) de color verd intens, i només a la part superior de les tiges.
Floreix entre els mesos de febrer i maig. El fruit és una drupa petita ovoide, d'uns 5 a 8 mm, i són negres quan són madurs.
Habita al sud-oest d'Europa en boscos de sòl calcari fins als 1.600 metres d'altitud.
Malgrat el seu nom, el lloreret no té cap relació estreta amb el llorer, ni tampoc comparteix cap de les seves propietats.